# Iwan Wasylkowicz
Iwan Wasylkowicz, Igor Wasylkowicz – książę trembowelski w latach 1124-1141. Poprzednikiem był jego ojciec Wasylko Rościsławicz a następcą  Grzegorz Wasylkowicz.